# Hohberg (Frankenwald)
Der Hohberg (bzw. auch Kamm oder Auf dem Kamm genannt) ist ein Berg auf der Münchberger Hochfläche, der im Südosten des Frankenwaldes liegt.

## Geografie
Der 708 m ü. NHN hohe und bewaldete Berg liegt auf der Gemarkung Wüstenselbitz und sechs Kilometer südwestlich der Stadt Helmbrechts sowie nordwestlich von Dreschersreuth an der von Wüstenselbitz in Richtung Kulmbach führenden Kreisstraße HO 23. Die weiteren umliegenden Ortschaften sind Burkersreuth, Einzeln bei Ahornis, Hohberg, Rappetenreuth und Kriegsreuth. Etwa zwei Kilometer nördlich erheben sich der 728 m ü. NHN hohe Kriegswald und der 699 m ü. NHN hohe Reussenberg, die beide ebenfalls bewaldet sind. Der von Mischwald bestandene Hohberg wird von mehreren Rundwanderwegen erschlossen, an denen sich einige pittoreske Rastplätze befinden. In der Wintersaison findet die Präparierung mehrerer gut gespurter Langlaufloipen statt, außerdem verläuft die Wasserscheide zwischen Main und Saale über den Berg.